# Roberto VI d'Alvernia
Roberto VI d'Alvernia, in francese Robert VI d'Auvergne (1250 circa – 1317) fu conte d'Alvernia e conte di Boulogne dal 1277 alla sua morte.

## Origine
Secondo la Histoire généalogique de la maison d'Auvergne Roberto era il figlio maschio secondogenito del conte d'Alvernia e conte di Boulogne, Roberto V di Clermont e di Eleonora di Baffie, che era figlia di Guglielmo detto il Vecchio, signore di Baffie (in Alvernia), e della moglie, di cui non si conosce il nome, figlia del conte di Forez, Guido III e della moglie di nome Asiurane.
Secondo la Histoire généalogique de la maison d'Auvergne Roberto V di Clermont era il figlio maschio primogenito del conte d'Alvernia, Guglielmo X di Clermont e di Adelaide di Brabante, che secondo la Genealogia Ducum Brabantiæ Heredum Franciæ era la figlia femmina terzogenita del Duca della Bassa Lorena (Lotaringia), duca di Lovanio e duca di Brabante, Enrico I e della sua prima moglie (come ci viene confermato sia dalla Flandria Generosa (Continuatio Bruxellensis), che dal Gisleberti Chronicon Hanoniense), Matilde di Lorena, figlia del Conte consorte di Boulogne, Matteo di Lorena e della Contessa di Boulogne, Maria, come ci viene confermato sia dalla Flandria Generosa (Continuatio Bruxellensis), che dal Gisleberti Chronicon Hanoniense.

## Biografia
Roberto (Robertum vero filium meum heredem mihi instituo in terra mea de Combralia) viene citato come erede del feudo di Combraille, mentre il fratello primogenitoito, Guglielmo (Guillelmum filium meum primogenitum heredem mihi instituo) viene citato come erede delle contee d'Alvernia e di Boulogne, nel testamento del padre, Roberto V, datato gennaio 1276.
Suo padre morì nel gennaio 1277; la Histoire généalogique de la maison d'Auvergne conferma la morte di Roberto V nel 1277 e fu sepolto nell'abbazia di Bouschet-Vauluisant Yronde-et-Buron, dove aveva espresso il desiderio di essere sepolto nel suo testamento.
Suo fratello, Guglielmo XI resse le due contee per meno di un anno; infatti morì nel 1277), senza lasciare alcuna discendenza e gli succedette il fratello secondogenito, Roberto.
Nel 1299, secondo il documento n° 1013 del Titres de la maison ducale de Bourbon, Roberto e la moglie, Beatrice fecero una transazione in cui rinunciavano ai diritti sulla signoria di Beaujeu, in cambio di una somma in denaro da pagarsi in cinque anni.
Dal 1297, Roberto fu al fianco del re di Francia, Filippo IV il Bello, nella guerra che conduceva contro il conte di Fiandra, Guido di Dampierre e partecipò allo scontro decisivo che avvenne sotto le mura di Courtrai, l'11 luglio 1302; lo storico, chierico, canonista e bibliotecario francese, Étienne Baluze riporta che secondo le cronache dell'epoca, Roberto, assieme ad altri feudatari fuggì dalla battaglia, mentre secondo altri cronisti combatté valorosamente. Dopo essere stato sconfitto, Filippo IV il Bello riuscì ad imporsi, nel 1304, nella battaglia di Mons-en-Pévèle, alla quale Roberto prese parte.
Nel 1308, Roberto accompagnò il figlio primogenito di Filippo IV il Bello, Luigi, detto l'Attaccabrighe (le Hutin), in una missione a Pamplona, nel regno di Navarra.
Nel 1314, Roberto fece testamento designando come erede la moglie Beatrice (Beatrici carissima uxori meæ), seguito da un altro testamento della moglie, Beatrice che dichiarava erede il loro figlio, Roberto (dominum Rotbertum de Bolonia militem filium meum procreatum de domino meo Domino comite Arverniae et Boloniae prædicto in erede universalem).
Nel 1316, Roberto fece parte del consiglio di reggenza di Filippo, detto il Lungo, dopo la morte del fratello, Luigi X di Francia.
Roberto VI morì presumibilmente nel 1317, anno in cui non compare più in nessun documento; gli succedette il figlio, cui aveva dato il suo stesso nome (Roberto VII d'Alvernia).

## Matrimonio e discendenza
Nel 1279, a Luzillat, Roberto aveva sposato Beatrice di Montgascon, signora di Montgascon e di Pontgibaut, figlia di Falcone, signore di Montgascon e di Isabella di Ventadour.
Dalla moglie Roberto ebbe il suo unico figlio:
- Roberto (1280 circa - 1325), conte d'Alvernia e conte di Boulogne[15].

## Ascendenza
|                        |   |                       | Genitori                |  |  | Nonni |  |  | Bisnonni            |  |  | Trisnonni             |  |
|                        |   |                       |                         |  |  |       |  |  | Guido II d'Alvernia |  |  | Roberto IV d'Alvernia |  |
|                        |   |                       |                         |  |  |       |  |  | Guido II d'Alvernia |  |  | Roberto IV d'Alvernia |  |
|                        |   | Matilde di Borgogna   |                         |  |  |       |  |  | Guido II d'Alvernia |  |  |                       |  |
| Guglielmo X d'Alvernia |   |                       |                         |  |  |       |  |  | Guido II d'Alvernia |  |  |                       |  |
|                        |   | Petronilla di Chambon | Amelio III di Chambon   |  |  |       |  |  |                     |  |  |                       |  |
|                        |   | Petronilla di Chambon | Amelio III di Chambon   |  |  |       |  |  |                     |  |  |                       |  |
|                        |   | Petronilla di Chambon | Dalmazia d'Alvernia     |  |  |       |  |  |                     |  |  |                       |  |
| Roberto V d'Alvernia   |   | Petronilla di Chambon |                         |  |  |       |  |  |                     |  |  |                       |  |
|                        |   | Enrico I di Brabante  | Goffredo III di Lovanio |  |  |       |  |  |                     |  |  |                       |  |
|                        |   | Enrico I di Brabante  | Goffredo III di Lovanio |  |  |       |  |  |                     |  |  |                       |  |
|                        |   | Enrico I di Brabante  | Margherita di Limburgo  |  |  |       |  |  |                     |  |  |                       |  |
| Adelaide di Brabante   |   | Enrico I di Brabante  |                         |  |  |       |  |  |                     |  |  |                       |  |
|                        |   | Matilde di Lorena     | Matteo di Lorena        |  |  |       |  |  |                     |  |  |                       |  |
|                        |   | Matilde di Lorena     | Matteo di Lorena        |  |  |       |  |  |                     |  |  |                       |  |
|                        |   | Matilde di Lorena     | Maria di Boulogne       |  |  |       |  |  |                     |  |  |                       |  |
| Roberto VI d'Alvernia  |   | Matilde di Lorena     |                         |  |  |       |  |  |                     |  |  |                       |  |
|                        | … | …                     |                         |  |  |       |  |  |                     |  |  |                       |  |
|                        | … | …                     |                         |  |  |       |  |  |                     |  |  |                       |  |
|                        | … | …                     |                         |  |  |       |  |  |                     |  |  |                       |  |
| Guglielmo di Baffie    | … |                       |                         |  |  |       |  |  |                     |  |  |                       |  |
|                        |   | …                     | …                       |  |  |       |  |  |                     |  |  |                       |  |
|                        |   | …                     | …                       |  |  |       |  |  |                     |  |  |                       |  |
|                        |   | …                     | …                       |  |  |       |  |  |                     |  |  |                       |  |
| Eleonora di Baffie     |   | …                     |                         |  |  |       |  |  |                     |  |  |                       |  |
|                        |   | …                     | …                       |  |  |       |  |  |                     |  |  |                       |  |
|                        |   | …                     | …                       |  |  |       |  |  |                     |  |  |                       |  |
|                        |   | …                     | …                       |  |  |       |  |  |                     |  |  |                       |  |
| Eleonora di Forez      |   | …                     |                         |  |  |       |  |  |                     |  |  |                       |  |
|                        |   | …                     | …                       |  |  |       |  |  |                     |  |  |                       |  |
|                        |   | …                     | …                       |  |  |       |  |  |                     |  |  |                       |  |
|                        |   | …                     | …                       |  |  |       |  |  |                     |  |  |                       |  |
|                        |   | …                     |                         |  |  |       |  |  |                     |  |  |                       |  |

### Letteratura storiografica
- (FR)  Histoire généalogique de la maison d'Auvergne.
- (FR)  Justel, Histoire généalogique de la maison d'Auvergne.
- (FR)  Baluze, Histoire généalogique de la maison d'Auvergne, tome 1.